# Коннор, Ларри
Ларри Коннор (англ. Larry Connor; род. 07.01.1950) — американский бизнесмен, филантроп, инвестор, космический турист.

## Биография
В 1972 году Ларри Коннор окончил с отличием Университет Огайо в городе Афины (Огайо).

### Предпринимательская деятельность
С 1982 по 1990 год Коннор владел Orlando Computer Corp. Компания предоставляла оборудование и программное обеспечение для предприятий. В 2003 году он основал инвестиционную фирму в сфере недвижимости Connor Group. В течение следующих 18 лет активы Connor Group выросли со $100 млн до $3,5 млрд. В 2004 году он стал соучредителем Heartland Regional Power, которую позднее поглотила платформа онлайн-платежей и обработки счетов First Billing Services, соучредителем которой также являлся Коннор.

### Благотворительность
В 2007 году Коннор основал Connor Group Kids & Community Partners, для обслуживая обездоленных молодых людей в сообществах, где работает Connor Group.
Во время пандемии Covid-19 Коннор пытался смягчить последствия пандемии для своих сотрудников. 23 апреля 2020 года он пожертвовал 1,6 миллиона долларов в качестве бонусов своим партнёрам: деньги были предназначены людям, получавшим зарплату менее 150 000 долларов в год. Он также согласился финансировать расходы по уходу за детьми и расширил кредитную программу, спонсируемую компанией.

### Увлечения
Коннор — частный пилот и автогонщик, участвующий в многочисленных соревнованиях по высшему пилотажу, в гонках по бездорожью и кольцевых гонках. 

#### Погружения и космический полёт
В январе 2021 года было объявлено, что Ларри Коннор получил место космического туриста в качестве пилота миссии SpaceX AX-1. Вскоре после этого, в апреле 2021 года, в течение 5 дней он совершил на батискафе «Тритон-36000/2» под управлением Патрика Лэхи три погружения в Марианскую впадину, включая посещение Бездны Сирены. Его цель состояла в том, чтобы посетить самую глубокую часть океана, а затем отправиться в космос, став первым, кто сделает это в течение года — таким образом, он рассчитывал повторить рекорд астронавта Кэтрин Салливан, погружавшуюся в Марианскую впадину вместе с Виктором Весково в июне 2020 года.
Космическая миссия, в которой участвовал Коннор, стартовала 8 апреля 2022 года и стала первым полностью туристическим полётом на Международную космическую станцию. Она продолжалась 17 дней 1 час 49 минут. В рамках этого полёта Коннор выполнил задачу доставить клетки сердца на Международную космическую станцию для проведения исследований старения в условиях микрогравитации.